# Polish Boy
Polish Boy là một chiếc bánh mì kẹp xúc xích có nguồn gốc từ Cleveland, Ohio. Nó bao gồm liên kết của kielbasa được đặt trong một cái bánh, và được phủ một lớp khoai tây chiên, một lớp nước sốt thịt nướng hoặc nước sốt nóng, và một lớp xà lách trộn. Trong khi xúc xích thường được nướng, một số cơ sở sẽ nhanh chóng chiên ngập dầu xúc xích sau khi nướng và trước khi cho vào bánh sandwich.
Trong khi Polish Boy có thể được tìm thấy tại các cơ sở khác nhau trên khắp Cleveland, một địa điểm nổi tiếng là Nhà sườn kiểu Nam của Freddie, được biết đến với nước sốt thịt nướng kiểu miền Nam. Esquire đặt tên cho chúng là một trong những loại bánh sandwich ngon nhất ở Mỹ, gọi nó là "linh hồn trên bánh mì trắng".
Đầu bếp Michael Symon đã trích dẫn Polish Boy là "Món ngon nhất mà tôi từng ăn" trên Mạng ẩm thực, nơi ông giới thiệu Polish Boy của Seti trong chương trình. Phiên bản của Seti là duy nhất vì ớt và phô mai tùy chọn có thể được thêm vào bánh sandwich.
Đầu bếp Gregby Camp từ nhóm Mickey Wings Flickey của Amazing Mickey Flickey đã xuất hiện trên chương trình The Wendy Williams Show để dạy khán giả cách làm một chiếc bánh Polish Boy ở Cleveland. Chef Camp gợi ý nướng bánh mì để cho hương vị tốt hơn và giữ bánh sandwich cùng nhau. Bánh sandwich của ông có đủ xà lách trộn để nếm, khoai tây chiên tự làm và nước sốt thịt nướng tuyệt vời của họ.

## Biến thể
Hot Sauce Williams, một nhà hàng ở East Side của Cleveland, có một biến thể bao gồm thêm thịt lợn hun khói và thịt nướng vào bánh sandwich và được giới thiệu vào tháng 6 năm 2010 trên Man v. Food trên Travel Channel. Người dẫn chương trình và người đam mê ẩm thực Adam Richman đã thử Polish Boy, đặc trưng với nước sốt nóng đặc trưng của nhà hàng. Kể từ khi phát sóng tập phim, Hot-Sauce Williams đã thay đổi loại khoai tây chiên được sử dụng trong bánh sandwich và loại bỏ thịt vai lợn khỏi các thành phần của nó. B&M BBQ, một chuỗi BBQ ở Cleveland, gọi biến thể này của Polish Boy với thịt lợn vai là "Polish Girl".

## Đón nhận
The Daily Meal đã đánh giá Polish Boy với "nó là một chiếc bánh sandwich nghiêm túc; hãy giữ Tums của bạn sẵn sàng" trong bài viết "12 chiếc bánh sandwich thay đổi cuộc sống mà bạn chưa từng nghe".